# Europese kampioenschappen kunstschaatsen 2018

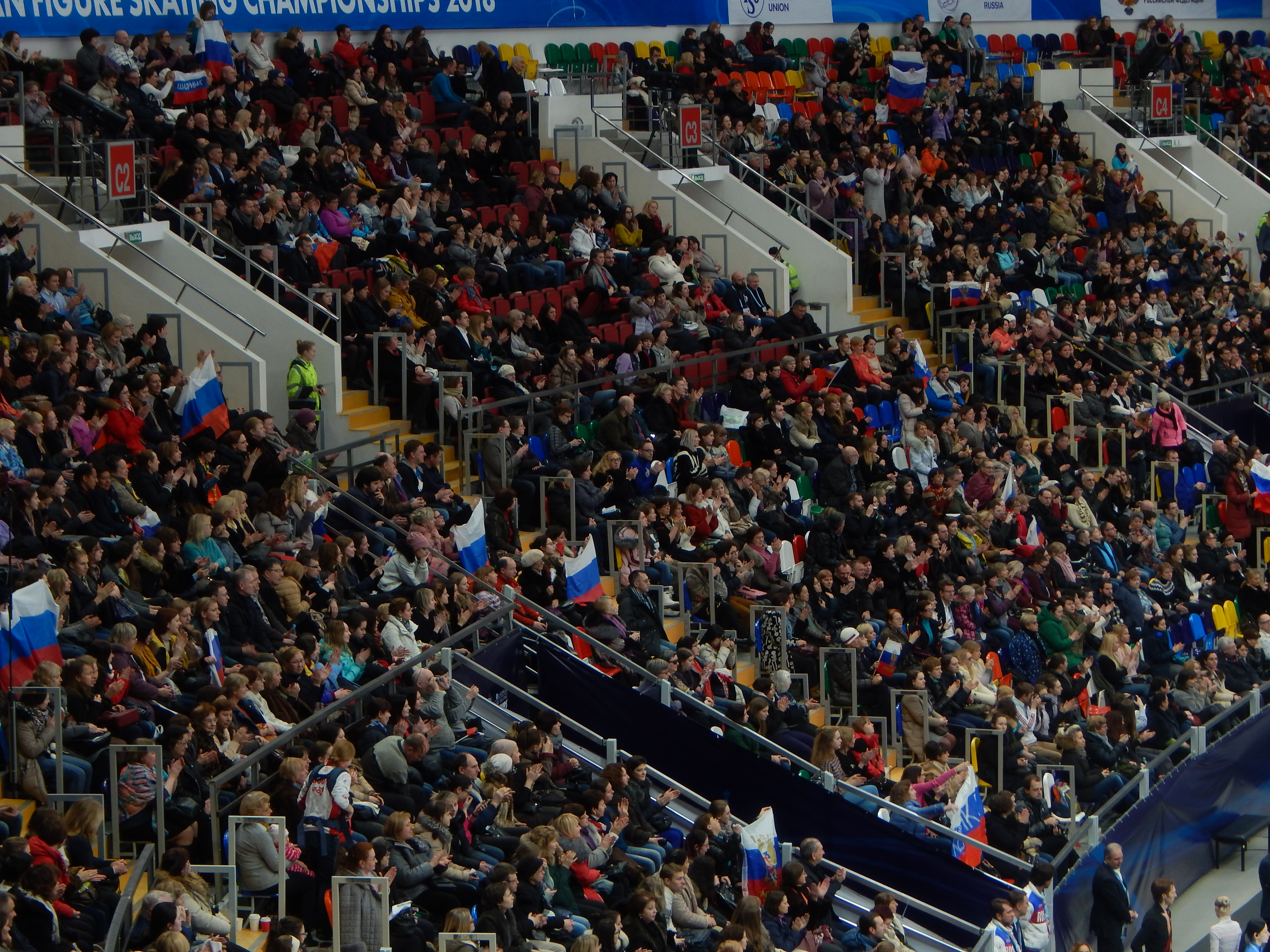
Het publiek op de eerste dag van de Europese kampioenschappen

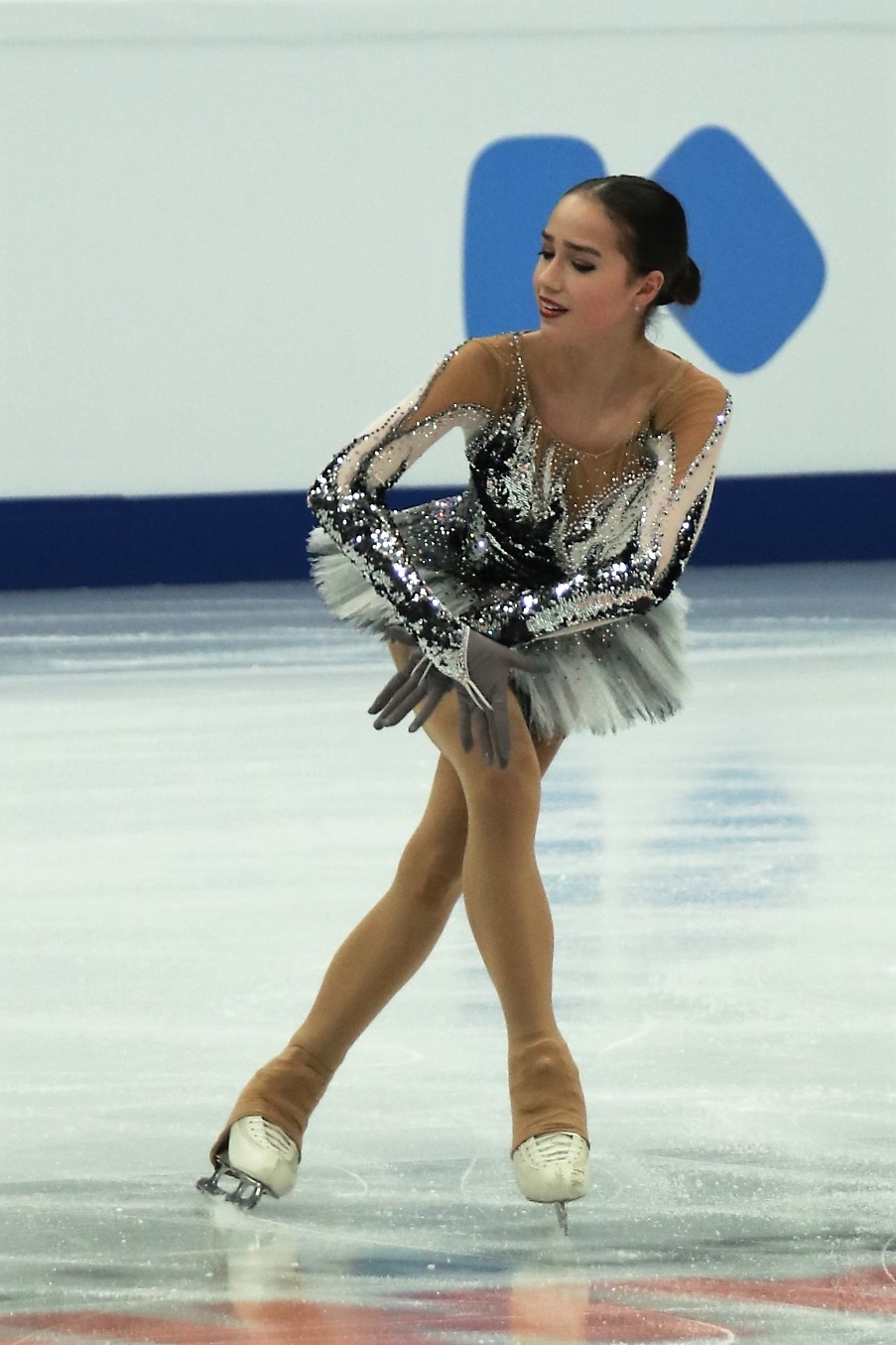
Debutante Alina Zagitova nam de Europese titel over van teamgenote Medvedeva

De Europese kampioenschappen kunstschaatsen 2018 waren vier wedstrijden die samen een jaarlijks terugkerend evenement vormden, georganiseerd door de Internationale Schaatsunie (ISU).
Voor de mannen was het de 110e editie, voor de vrouwen en paren de 82e en voor de ijsdansers de 65e editie. De kampioenschappen vonden plaats van 17 tot en met 21 januari in de Megasport Arena in Moskou, Rusland.
Het was, na de EK 1965, de tweede keer dat de kampioenschappen in Moskou werden gehouden. Daarnaast was het de vijfde keer dat ze op Russisch grondgebied plaatsvonden. Sint-Petersburg was eerder ook gaststad, in 1911 toen het de hoofdstad was van het Keizerrijk Rusland en in 1970 en 1990 toen het onderdeel was van de Sovjet-Unie en inmiddels Leningrad heette.
|           | woensdag 17 januari | donderdag 18 januari | vrijdag 19 januari | zaterdag 20 januari | zondag 21 januari |
| Mannen    | korte kür           |                      | vrije kür          |                     | Gala              |
| Paren     | korte kür           | vrije kür            |                    |                     | Gala              |
| Vrouwen   |                     | korte kür            |                    | vrije kür           | Gala              |
| IJsdansen |                     |                      | korte kür          | vrije kür           | Gala              |

## Deelnemende landen
Alle Europese ISU-leden hadden het recht om een startplaats per categorie in te vullen. Extra startplaatsen (met een maximum van drie per categorie) zijn verdiend op basis van de eindklasseringen op het EK van 2017.
Voor België nam Jorik Hendrickx voor de zevende keer deel bij de mannen, zijn jongere zus Loena Hendrickx en Charlotte Vandersarren namen elk voor de tweede keer deel bij de vrouwen. Voor Nederland nam Thomas Kennes voor de derde keer deel bij de mannen en maakte Kyarha van Tiel haar debuut bij de vrouwen. De in België geboren Ruben Blommaert nam met zijn nieuwe partner Annika Hocke voor Duitsland deel bij de parenwedstrijden. Eerder kwam hij bij de paren uit met Mari Vartmann. De Zwitsers-Amerikaanse Alexia Paganini heeft een Nederlandse moeder.
Deelnemende landen
Er namen deelnemers uit 35 landen deel aan de kampioenschappen. Er werden 122 startplaatsen ingevuld.
(Tussen haakjes het totaal aantal startplaatsen in de vier toernooien.)
| Rusland (12) Frankrijk (9) Italië (9) Duitsland (6) Israël (5) Spanje (5) Finland (4) Hongarije (4) Oekraïne (4) | Polen (4) Slowakije (4) Tsjechië (4) Zweden (4) Zwitserland (4) Azerbeidzjan (3) België (3) Bulgarije (3) Estland (3) | Letland (3) Turkije (3) Verenigd Koninkrijk (3) Armenië (2) Denemarken (2) Georgië (2) Kroatië (2) Litouwen (2) Nederland (2) | Noorwegen (2) Oostenrijk (2) Wit-Rusland (2) Ierland (1) Monaco (1) Roemenië (1) Servië (1) Slovenië (1) |

(België en Letland vulden de extra startplaatsen bij de mannen niet in, Duitsland, Oostenrijk, Tsjechië en Wit-Rusland vulden de (extra) startplaatsen bij de paren niet in, Denemarken en Israël vulden de extra startplaatsen bij het ijsdansen niet in.)

## Medailleverdeling
De Spanjaard Javier Fernández won bij de mannen voor de zesde keer op rij de Europese titel. Dmitri Aliev uit Rusland, die zijn debuut maakte, bemachtigde de zilveren medaille. Dit was uiteraard tevens zijn eerste EK-medaille. Net als in 2017 was de bronzen medaille voor Alievs landgenoot Michail Koljada.
De Europese titel bij de vrouwen werd overgenomen door de Russische debutante Alina Zagitova. Haar land- en teamgenote Jevgenia Medvedeva won na twee keer goud nu de zilveren medaille. Het brons was wederom voor de Italiaanse Carolina Kostner. Ze scherpte met deze elfde medaille haar record als meest gelauwerde kunstschaatsster op de Europese kampioenschappen verder aan. Kostner werd tussen 2007 en 2013 vijf keer Europees kampioene en won in 2006, 2014 en 2017 brons en in 2009 en 2011 zilver.
De Russische paarrijders Jevgenia Tarasova / Vladimir Morozov prolongeerden hun titel bij de paren. Het was hun vierde EK-medaille. Naast goud in 2017 wonnen ze in 2015 en 2016 de bronzen medaille. De rest van het podium bij de paren werd ook ingenomen door Russen. De zilveren medaille was voor Ksenia Stolbova / Fjodor Klimov, voor wie het na brons in 2012 en zilver in 2014 en 2015 ook de vierde EK-medaille was. Natalja Zabijako / Aleksandr Enbert bemachtigden het brons. Het was hun eerste EK-medaille.
Voor het vierde jaar op rij won het Franse paar Gabriella Papadakis / Guillaume Cizeron de gouden medaille bij het ijsdansen. De tweede plaats werd dit keer ingenomen door Jekaterina Bobrova / Dmitri Solovjov uit Rusland. Het was hun zesde EK-medaille. In 2013 wonnen Bobrova en Solovjov goud, in 2011 en 2012 de zilveren medaille en in 2016 en 2017 werden ze derde. Hun landgenoten Aleksandra Stepanova / Ivan Boekin veroverden hun tweede bronzen medaille. In 2015 bemachtigde het ijsdanspaar ook al brons.
| Categorie | Goud                                    | Zilver                               | Brons                               |
| --------- | --------------------------------------- | ------------------------------------ | ----------------------------------- |
| Mannen    | Javier Fernández                        | Dmitri Aliev                         | Michail Koljada                     |
| Vrouwen   | Alina Zagitova                          | Jevgenia Medvedeva                   | Carolina Kostner                    |
| Paren     | Jevgenia Tarasova / Vladimir Morozov    | Ksenia Stolbova / Fjodor Klimov      | Natalja Zabijako / Aleksandr Enbert |
| IJsdansen | Gabriella Papadakis / Guillaume Cizeron | Jekaterina Bobrova / Dmitri Solovjov | Aleksandra Stepanova / Ivan Boekin  |

## Uitslagen
| #                   | naam (deelname)           | land                         | punten | korte kür   | vrije kür   |
| ------------------- | ------------------------- | ---------------------------- | ------ | ----------- | ----------- |
| Goud                | Javier Fernández (12)     | Vlag van Spanje              | 295.55 | 103.82 (1)  | 191.73 (1)  |
| Zilver              | Dmitri Aliev              | Vlag van Rusland             | 274.06 | 091.33 (2)  | 182.73 (2)  |
| Brons               | Michail Koljada (3)       | Vlag van Rusland             | 258.90 | 083.41 (4)  | 175.49 (3)  |
| 4                   | Deniss Vasiļjevs (3)      | Vlag van Letland             | 243.52 | 085.11 (3)  | 158.41 (5)  |
| 5                   | Oleksij Bytsjenko (7)     | Vlag van Israël              | 238.44 | 074.97 (8)  | 163.47 (4)  |
| 6                   | Aleksandr Samarin (2)     | Vlag van Rusland             | 229.81 | 074.25 (9)  | 155.56 (6)  |
| 7                   | Alexander Majorov (8)     | Vlag van Zweden              | 225.86 | 071.28 (12) | 154.58 (7)  |
| 8                   | Michal Březina (11)       | Vlag van Tsjechië            | 225.20 | 072.72 (10) | 152.48 (8)  |
| 9                   | Matteo Rizzo (2)          | Vlag van Italië              | 219.43 | 078.26 (6)  | 141.17 (9)  |
| 10                  | Jorik Hendrickx (7)       | Vlag van België              | 218.17 | 078.56 (5)  | 139.61 (12) |
| 11                  | Chafik Besseghier (6)     | Vlag van Frankrijk           | 211.17 | 070.35 (13) | 140.82 (10) |
| 12                  | Moris Kvitelasjvili (2)   | Vlag van Georgië             | 210.47 | 076.74 (7)  | 133.73 (14) |
| 13                  | Phillip Harris (3)        | Vlag van Verenigd Koninkrijk | 208.22 | 067.77 (15) | 140.45 (11) |
| 14                  | Romain Ponsart            | Vlag van Frankrijk           | 200.72 | 061.45 (20) | 139.27 (13) |
| 15                  | Slavik Hajrapetjan (5)    | Vlag van Armenië             | 196.63 | 069.49 (14) | 127.14 (16) |
| 16                  | Paul Fentz (4)            | Vlag van Duitsland           | 194.97 | 072.54 (11) | 122.43 (17) |
| 17                  | Irakli Maisoeradze        | Vlag van Georgië             | 191.22 | 063.69 (18) | 127.53 (15) |
| 18                  | Stéphane Walker (7)       | Vlag van Zwitserland         | 185.41 | 065.96 (16) | 119.45 (20) |
| 19                  | Valtter Virtanen (7)      | Vlag van Finland             | 181.77 | 060.23 (24) | 121.54 (18) |
| 20                  | Felipe Montoya (2)        | Vlag van Spanje              | 181.72 | 061.23 (22) | 120.49 (19) |
| 21                  | Daniel Albert Naurits (2) | Vlag van Estland             | 176.10 | 060.76 (23) | 115.34 (21) |
| 22                  | Sondre Oddvoll Bøe (5)    | Vlag van Noorwegen           | 170.64 | 061.85 (19) | 108.79 (22) |
| 23                  | Burak Demirboğa           | Vlag van Turkije             | 167.22 | 061.27 (21) | 105.95 (23) |
| 24                  | Ihor Reznitsjenko (2)     | Vlag van Polen               | 165.65 | 063.96 (17) | 101.69 (24) |
| Finale niet bereikt |                           |                              |        |             |             |
| 25                  | Jaroslav Paniot (2)       | Vlag van Oekraïne            |        | 060.07 (25) |             |
| 26                  | Daniel Samohin (4)        | Vlag van Israël              |        | 059.18 (26) |             |
| 27                  | Nicholas Vrdoljak (3)     | Vlag van Kroatië             |        | 058.30 (27) |             |
| 28                  | Jiří Bělohradský (3)      | Vlag van Tsjechië            |        | 058.30 (28) |             |
| 29                  | Michael Neuman (3)        | Vlag van Slowakije           |        | 057.44 (29) |             |
| 30                  | Thomas Kennes (3)         | Vlag van Nederland           |        | 054.65 (30) |             |
| 31                  | Davide Lewton Brain       | Vlag van Monaco              |        | 054.64 (31) |             |
| 32                  | Larry Loupolover (4)      | Vlag van Azerbeidzjan        |        | 052.44 (32) |             |
| 33                  | Alexander Maszljanko (2)  | Vlag van Hongarije           |        | 052.01 (33) |             |
| 34                  | Nicky Obreykov (2)        | Vlag van Bulgarije           |        | 050.24 (34) |             |
| 35                  | Yakau Zenko               | Vlag van Wit-Rusland         |        | 047.26 (35) |             |
| 36                  | Conor Stakelum            | Vlag van Ierland             |        | 043.05 (36) |             |
| -                   | Peter Liebers (8)         | Vlag van Duitsland           |        | t.z.t.      |             |

| #                   | naam (deelname)            | land                         | punten | korte kür  | vrije kür   |
| ------------------- | -------------------------- | ---------------------------- | ------ | ---------- | ----------- |
| Goud                | Alina Zagitova             | Vlag van Rusland             | 238.24 | 80.27 (1)  | 157.97 (1)  |
| Zilver              | Jevgenia Medvedeva (3)     | Vlag van Rusland             | 232.86 | 78.57 (2)  | 154.29 (2)  |
| Brons               | Carolina Kostner (14)      | Vlag van Italië              | 204.25 | 78.30 (3)  | 125.95 (4)  |
| 4                   | Maria Sotskova (2)         | Vlag van Rusland             | 200.81 | 68.70 (4)  | 132.11 (3)  |
| 5                   | Loena Hendrickx (2)        | Vlag van België              | 176.91 | 55.13 (8)  | 121.78 (5)  |
| 6                   | Nicole Rajičová (5)        | Vlag van Slowakije           | 171.90 | 61.01 (5)  | 110.89 (6)  |
| 7                   | Alexia Paganini            | Vlag van Zwitserland         | 161.62 | 54.95 (9)  | 106.67 (9)  |
| 8                   | Maé-Bérénice Méité (8)     | Vlag van Frankrijk           | 159.70 | 54.14 (10) | 105.56 (10) |
| 9                   | Emmi Peltonen (2)          | Vlag van Finland             | 159.48 | 52.68 (11) | 106.80 (8)  |
| 10                  | Nicole Schott (3)          | Vlag van Duitsland           | 157.84 | 48.37 (18) | 109.47 (7)  |
| 11                  | Laurine Lecavelier (5)     | Vlag van Frankrijk           | 154.11 | 55.36 (7)  | 098.75 (12) |
| 12                  | Eliška Březinová (6)       | Vlag van Tsjechië            | 149.69 | 52.06 (12) | 097.63 (14) |
| 13                  | Ivett Tóth (4)             | Vlag van Hongarije           | 148.98 | 50.70 (15) | 098.28 (13) |
| 14                  | Viveca Lindfors (3)        | Vlag van Finland             | 147.89 | 51.62 (14) | 096.27 (17) |
| 15                  | Micol Cristini (2)         | Vlag van Italië              | 147.80 | 48.22 (19) | 099.58 (11) |
| 16                  | Lea Johanna Dastich        | Vlag van Duitsland           | 146.82 | 49.89 (16) | 096.93 (15) |
| 17                  | Anita Östlund              | Vlag van Zweden              | 145.14 | 56.04 (6)  | 089.10 (20) |
| 18                  | Anne Line Gjersem (6)      | Vlag van Noorwegen           | 142.68 | 48.70 (17) | 093.98 (18) |
| 19                  | Giada Russo (3)            | Vlag van Italië              | 142.38 | 45.81 (23) | 096.57 (16) |
| 20                  | Daša Grm (6)               | Vlag van Slovenië            | 137.31 | 47.40 (20) | 089.91 (19) |
| 21                  | Pernille Sørensen (3)      | Vlag van Denemarken          | 133.94 | 45.76 (24) | 088.18 (21) |
| 22                  | Elžbieta Kropa (2)         | Vlag van Litouwen            | 133.87 | 46.06 (21) | 087.81 (22) |
| 23                  | Anna Chnytsjenkova (3)     | Vlag van Oekraïne            | 132.70 | 51.84 (13) | 080.86 (23) |
| 24                  | Silvia Hugec               | Vlag van Slowakije           | 123.45 | 45.98 (22) | 077.47 (24) |
| Finale niet bereikt |                            |                              |        |            |             |
| 25                  | Kristina Škuleta-Gromova   | Vlag van Estland             |        | 45.74 (25) |             |
| 26                  | Kyarha van Tiel            | Vlag van Nederland           |        | 45.28 (26) |             |
| 27                  | Natasha McKay (2)          | Vlag van Verenigd Koninkrijk |        | 45.12 (27) |             |
| 28                  | Fruzsina Medgyesi          | Vlag van Hongarije           |        | 44.71 (28) |             |
| 29                  | Julia Sauter (4)           | Vlag van Roemenië            |        | 44.57 (29) |             |
| 30                  | Natalie Klotz              | Vlag van Oostenrijk          |        | 43.53 (30) |             |
| 31                  | Matilda Algotsson (3)      | Vlag van Zweden              |        | 43.28 (31) |             |
| 32                  | Sıla Saygı (3)             | Vlag van Turkije             |        | 43.05 (32) |             |
| 33                  | Valentina Matos (2)        | Vlag van Spanje              |        | 39.66 (33) |             |
| 34                  | Elżbieta Gabryszak         | Vlag van Polen               |        | 38.00 (34) |             |
| 35                  | Kim Cheremsky              | Vlag van Azerbeidzjan        |        | 37.61 (35) |             |
| 36                  | Diāna Ņikitina             | Vlag van Letland             |        | 36.71 (36) |             |
| 37                  | Antonina Dubinina (2)      | Vlag van Servië              |        | 36.69 (37) |             |
| 38                  | Aimee Buchanan (3)         | Vlag van Israël              |        | 33.87 (38) |             |
| 39                  | Presiyana Dimitrova        | Vlag van Bulgarije           |        | 24.76 (39) |             |
| -                   | Charlotte Vandersarren (2) | Vlag van België              |        | t.z.t.     |             |

| #      | naam (deelname)                                | land                  | punten | korte kür  | vrije kür   |
| ------ | ---------------------------------------------- | --------------------- | ------ | ---------- | ----------- |
| Goud   | Jevgenia Tarasova (4) Vladimir Morozov (4)     | Vlag van Rusland      | 221.60 | 70.37 (5)  | 151.23 (1)  |
| Zilver | Ksenia Stolbova (6) Fjodor Klimov (6)          | Vlag van Rusland      | 211.01 | 72.05 (3)  | 138.96 (2)  |
| Brons  | Natalja Zabijako (4) Aleksandr Enbert (3)      | Vlag van Rusland      | 210.18 | 72.95 (2)  | 137.23 (3)  |
| 4      | Vanessa James (9) Morgan Ciprès (7)            | Vlag van Frankrijk    | 210.17 | 75.52 (1)  | 134.65 (4)  |
| 5      | Valentina Marchei (14) Ondřej Hotárek (10)     | Vlag van Italië       | 204.20 | 71.89 (4)  | 132.31 (5)  |
| 6      | Nicole Della Monica (8) Matteo Guarise (6)     | Vlag van Italië       | 192.38 | 64.53 (6)  | 127.85 (6)  |
| 7      | Miriam Ziegler (6) Severin Kiefer (8)          | Vlag van Oostenrijk   | 181.75 | 63.94 (7)  | 117.81 (7)  |
| 8      | Annika Hocke Ruben Blommaert (4)               | Vlag van Duitsland    | 170.21 | 57.05 (9)  | 113.16 (8)  |
| 9      | Paige Conners Evgeni Krasnopolski (7)          | Vlag van Israël       | 163.55 | 52.32 (10) | 111.23 (9)  |
| 10     | Lola Esbrat (2) Andrej Novoselov (2)           | Vlag van Frankrijk    | 160.47 | 57.48 (8)  | 102.99 (10) |
| 11     | Laura Barquero Aritz Maestu (3)                | Vlag van Spanje       | 152.08 | 51.46 (11) | 100.62 (11) |
| 12     | Lana Petranović (2) Antonio Souza-Kordeiru (2) | Vlag van Kroatië      | 134.97 | 45.72 (13) | 089.25 (12) |
| 13     | Ioulia Chtchetinina (2) Mikhail Akulov         | Vlag van Zwitserland  | 130.09 | 46.57 (12) | 083.52 (13) |
| 14     | Sofiya Karagodina Semyon Stepanov              | Vlag van Azerbeidzjan | 117.95 | 41.58 (14) | 076.37 (14) |

| #                   | naam (deelname)                                    | land                         | punten | korte kür  | vrije kür   |
| ------------------- | -------------------------------------------------- | ---------------------------- | ------ | ---------- | ----------- |
| Goud                | Gabriella Papadakis (5) Guillaume Cizeron (5)      | Vlag van Frankrijk           | 203.16 | 81.29 (1)  | 121.87 (1)  |
| Zilver              | Jekaterina Bobrova (7) Dmitri Solovjov (7)         | Vlag van Rusland             | 187.13 | 74.43 (4)  | 112.70 (2)  |
| Brons               | Aleksandra Stepanova (4) Ivan Boekin (4)           | Vlag van Rusland             | 184.86 | 75.38 (2)  | 109.48 (3)  |
| 4                   | Anna Cappellini (11) Luca Lanotte (11)             | Vlag van Italië              | 180.65 | 74.76 (3)  | 105.89 (5)  |
| 5                   | Charlène Guignard (7) Marco Fabbri (7)             | Vlag van Italië              | 177.75 | 71.58 (5)  | 106.17 (4)  |
| 6                   | Tiffany Zahorski (2) Jonathan Guerreiro            | Vlag van Rusland             | 168.45 | 65.35 (8)  | 103.10 (6)  |
| 7                   | Penny Coomes (8) Nicholas Buckland (8)             | Vlag van Verenigd Koninkrijk | 168.42 | 69.45 (6)  | 098.97 (9)  |
| 8                   | Sara Hurtado (7) Kirill Chaljavin (3)              | Vlag van Spanje              | 165.03 | 66.60 (7)  | 098.43 (10) |
| 9                   | Laurence Fournier Beaudry (5) Nikolaj Sørensen (6) | Vlag van Denemarken          | 164.90 | 65.03 (9)  | 099.87 (7)  |
| 10                  | Natalia Kaliszek (4) Maksym Spodyriev (4)          | Vlag van Polen               | 164.48 | 64.80 (10) | 099.68 (8)  |
| 11                  | Oleksandra Nazarova (3) Maksym Nikitin (3)         | Vlag van Oekraïne            | 156.35 | 63.20 (11) | 093.15 (12) |
| 12                  | Marie-Jade Lauriault (2) Romain Le Gac (2)         | Vlag van Frankrijk           | 154.04 | 58.99 (14) | 095.05 (11) |
| 13                  | Alisa Agafonova (7) Alper Uçar (11)                | Vlag van Turkije             | 152.10 | 59.30 (12) | 092.80 (13) |
| 14                  | Anna Janovskaja Ádám Lukács (2)                    | Vlag van Hongarije           | 148.69 | 59.13 (13) | 089.56 (14) |
| 15                  | Cecilia Törn (4) Jussiville Partanen (3)           | Vlag van Finland             | 145.60 | 57.73 (16) | 087.87 (15) |
| 16                  | Angélique Abachkina Louis Thauron                  | Vlag van Frankrijk           | 139.74 | 58.14 (15) | 081.60 (17) |
| 17                  | Lucie Myslivečková (6) Lukáš Csölley (8)           | Vlag van Slowakije           | 136.51 | 54.71 (17) | 081.80 (16) |
| 18                  | Jasmine Tessari (2) Francesco Fioretti (2)         | Vlag van Italië              | 133.00 | 54.25 (18) | 078.75 (19) |
| 19                  | Tina Garabedian (3) Simon Proulx-Sénécal (3)       | Vlag van Armenië             | 131.30 | 51.77 (20) | 079.53 (18) |
| 20                  | Viktoria Kavaliova (5) Yurii Bieliaiev (5)         | Vlag van Wit-Rusland         | 128.38 | 53.64 (19) | 074.74 (20) |
| Finale niet bereikt |                                                    |                              |        |            |             |
| 21                  | Justyna Plutowska (2) Jérémie Flemin               | Vlag van Polen               |        | 49.91 (21) |             |
| 22                  | Darya Popova Volodymyr Byelikov                    | Vlag van Oekraïne            |        | 46.68 (22) |             |
| 23                  | Victoria Manni (2) Carlo Röthlisberger (2)         | Vlag van Zwitserland         |        | 46.30 (23) |             |
| 24                  | Guostė Damulevičiūtė Deividas Kizala               | Vlag van Litouwen            |        | 45.12 (24) |             |
| 25                  | Cortney Mansour (3) Michal Češka (3)               | Vlag van Tsjechië            |        | 43.37 (25) |             |
| 26                  | Teodora Markova Simon Daze                         | Vlag van Bulgarije           |        | 41.99 (26) |             |
| 27                  | Katerina Bunina (2) German Frolov (2)              | Vlag van Estland             |        | 41.53 (27) |             |
| 28                  | Adel Tankova (3) Ronald Zilberberg (2)             | Vlag van Israël              |        | 40.20 (28) |             |
| 29                  | Aurelija Ipolito Malcolm Jones                     | Vlag van Letland             |        | 37.47 (29) |             |
| 30                  | Malin Malmberg Thomas Nordahl                      | Vlag van Zweden              |        | 34.95 (30) |             |
| -                   | Kavita Lorenz (3) Panagiotis Polizoakis (3)        | Vlag van Duitsland           |        | t.z.t.     |             |

Medaillewinnaars

Mannen · 
Vrouwen ·
Paren · 
IJsdansen

Toernooi

1891 · 
1892 · 
1893 · 
1894 · 
1895 · 
1896-1897 · 
1898 · 
1899 · 
1900 · 
1901 · 
1902-1903 · 
1904 · 
1905 · 
1906 · 
1907 · 
1908 · 
1909 · 
1910 · 
1911 · 
1912 · 
1913 · 
1914 · 
1915-1921 · 
1922 · 
1923 · 
1924 · 
1925 · 
1926 · 
1927 · 
1928 · 
1929 · 
1930 · 
1931 · 
1932 · 
1933 · 
1934 · 
1935 · 
1936 · 
1937 · 
1938 · 
1939 ·
1940-1946 · 
1947 · 
1948 · 
1949 · 
1950 · 
1951 · 
1952 · 
1953 · 
1954 · 
1955 · 
1956 · 
1957 · 
1958 · 
1959 · 
1960 · 
1961 · 
1962 · 
1963 · 
1964 · 
1965 · 
1966 · 
1967 · 
1968 · 
1969 · 
1970 · 
1971 · 
1972 · 
1973 · 
1974 · 
1975 · 
1976 · 
1977 · 
1978 · 
1979 · 
1980 · 
1981 · 
1982 · 
1983 · 
1984 · 
1985 · 
1986 · 
1987 · 
1988 · 
1989 · 
1990 · 
1991 · 
1992 · 
1993 · 
1994 · 
1995 ·
1996 · 
1997 · 
1998 · 
1999 · 
2000 · 
2001 · 
2002 · 
2003 · 
2004 · 
2005 · 
2006 ·
2007 ·
2008 ·
2009 ·
2010 ·
2011 ·
2012 ·
2013 ·
2014 ·
2015 ·
2016 ·
2017 ·
2018 ·
2019 ·
2020 ·
2021 · 
2022 · 
2023 · 
2024 · 
2025

WK kunstschaatsen ·
WK kunstschaatsen junioren ·
Viercontinentenkampioenschap ·
Olympische Spelen